# Россия (броненосен крайцер)
Россия (на руски: Россия) e броненосен крайцер на Руския императорски и Съветския военноморски флот. Построен е в Санкт Петербург на стапелите на Балтийския завод. Проектът за крайцера е изготвен от корабния инженер Николай Елисеевич Титов.

## Конструкция
Kрайцерът представлява развитие на идеите заложени в крайцера „Рюрик“, основната цел и тук продължава да е далечината на плаване и голямата автономност, в ущърб на скоростта, въоръжението и бронята на кораба. Основните разлики спрямо „Рюрик“ са по-пълното брониране на бордовете, при малка дебелина, поява на втори броневи пояс, разполагането на артилерията в бронирани каземати, наличието при батарейната палуба на бронирани траверси, използване на водотръбни котли и премахване на тежкия рангоут. Спрямо броненосните крайцери на други държави се отличава с увеличена водоизместимост, височина на борда и удълженост.
Проектирането на „Рюрик“ № 2, както го нарича морския министър адмирал Николай Матвеевич Чихачов, започва преди пускането на вода на „Рюрик“. Новия крайцер следва, запазвайки размерите, характеристиките и въоръжението на предишния кораб да получи по-пълно брониране: при 203 mm дебелина на главния броневи пояс по водолинията следва да се добави и пояс отгоре, както и бронирани траверси по носа и кърмата.
По предложение морския министър са заменени шест от 120 mm оръдия с четири 152 mm. С разместване на оръдията и бойната рубка са осигурени нормални ъгли на насочване на носовите 203 mm оръдия. Кърмовото 152 mm оръдие от батарейната палуба е преместено на палубата на юта, но носовото 152 mm оръдие не е пренесено от полубака на неговата палуба (това е направено едва през 1904 г.). Разнокалибрената артилерия е допълнително разбъркана с поставянето на новопоявилите се патронни 75 mm оръдия.
Между оръдията в казематите са поставени разделителни полупрегради с 37 mm броня, увеличено е до 305 mm бронирането на бойната рубка, а незащитените при „Рюрик“ кожуси на елеваторните шахти вече са прикрити със 76 mm броня.

## Строеж
Построяването на крайцера върви бавно, заради наличието на проблеми в проекта и поради липсата на покрит каменен елинг, където да се извършва самото строителство, както и поради ремонта на корабостроителната работилница, който тече тогава. Въпреки това, към момента на официалното залагане на кораба, към 20 май 1895 г. в корпуса на стапела има вече над 1400 т метал, включително 31-тонния бронзов форщевен (носовата част на кораба). През август поставят двойния ахтерхщевен (кърмовата част на кораба) с рулевата рамка, а есента – кронщайните на гребните валове. Тогава започава и обшиването на стоманения корпус с дърво и мед. През октомври започва доставката на поръчаните във Франция водотръбни котли модел „Белвил“. Към този момент са сглобени и главните машини в завода производител.
Завода предвижда крайцера да е готов за ходови изпитания към есента на 1896, с идеята да започне служба през 1897 г., но министър Чихачов изисква изпитанията и подготвянето на кораба за плаване да стане още през октомври 1896, въпреки че Обуховския завод щял да достави 152 mm оръдия не по-рано от април 1898 г. Все пак производството на оръдията и минното въоръжение е ускорено. Част от бронята е поръчана в САЩ (с надбавка в цената за бързо изпълнение) на завода на Карнеги.
Ускоряването на работата прави възможно спускането на вода да стане на 30 април 1896, след което започват работите по монтиране на бронеплочите, които вървят до края на лятото. За да не прекара крайцера цялата зима в Кронщат, довършителните работи са пренесени в незамръзващото пристанище Либава, заради което трябва спешно да дооборудват доковете му. Работата там се наблюдавала от младшия помощник на корабостроителя, генерал-лейтенант Александр Иванович Моисеев.

## Инцидента при Кронщатския рейд
На 1 октомври 1896 г. на „Россия“ успешно провежда изпитанията на механизмите за акостиране, а на 5 октомври крайцера за първи път издига Андреевския флаг, вимпела и гюйса на флота. Съгласно първият рапорт на строевия командир на кораба има 598 матроса, 68 подофицера и 23 офицера.
Излизането на рейд в кронщатското пристанище става при силен вятър (с пориви до 11 бала). При наближаване към мястото за стоянка на Големия рейд силен порив на вятъра отхвърля носа на кораба в страни. Не успяват да върнат кораба по курса му и той по цялата си дължина ляга на плитчина. Понеже вълните продължават да блъскат крайцера в брега се наложило да запълнят с вода няколко отсека, за да понася по-леко ударите на вълните. Опитите да свалят кораба от плиткото с помощта на теглене от броненосеца за брегова отбрана „Адмирал Ушаков“ и ескадрения броненосец „Сисой Великий“ са безуспешни – нивото на водата междувременно спада силно и крайцера още по-силно засяда в плитчината.
Сутринта на 27 октомври на мястото на произшествието пристига морския министър вицеадмирал Павел Петрович Тиртов, който одобрява предложението да се изкопае грунта под левия борд на кораба, след което той да се изтегли към новопрокопания наблизо канал. В Санкт Петербург, Либава и Хелсингфорс започва подготовка на земекопни и земевадещи машини. През нощта на 29 октомври, използвайки покачването на водата, правят още един опит да изтеглят кораба, който също е неуспешен.
На 30 октомври на крайцера издигат флага на контраадмирал Владимир Павлович Мессер, който поел ръководството на операцията. Към 11 ноември по дължината на левия борд вече има направен ров с дълбочина 7,5 – 8,5 m. Едновременно с това земя се изгребва и изпод десния борд. При всяко вдигане на водата броненосците „Адмирал Ушаков“ и „Адмирал Сенявин“ опитват да изтеглят крайцера, но от 15 ноември опитите са прекратени.
Независимо от наближаващата зима, командващия отказва предложението да се подготви кораба за зимуване в леда и нарежда да се ускори темпа на работа. Изкопните работи продължават и след сковаването на морето с лед – екипажа на крайцера дори прави проходи в леда за земекопните машини. Към 4 декември до 30 m от дължината на крайцера вече са в чисти води. На леда, на около 200 m от борда на кораба забиват три дървени колони. В 2 часа сутринта на 15 декември, с поредното вдигане на водата колоните влизат в употреба. В рамките на нощта „Россия“ изминава встрани около 25 m и почти толкова напред. Сутринта започват да придърпват крайцера напред, постепенно обръщайки го към канала на фарватера. Около 2 ч следобед вече целия кораб е в дълбоки води. В 4 ч той пуска котва в Средното пристанище срещу Николаевския док.

## История на службата
- Преведен от Балтийско море в Далечния изток в състава на ескадрата на Тихия океан, където под командването на капитан 1-ви ранг Андрей Парфьонович Андреев става флагмански кораб на Владивостокския отряд крайцери. По време на крейцерстването си, от април 1904 до април 1905 г., потопява два японски транспорта, 6 японски шхуни, английския параход „Knight Commander“, германския параход „Tea“ и още 4 японски плавателни съда.
- 1 август 1904 – Води бой с ескадрата на японските броненосни крайцери в Корейския пролив до остров Улсан. Тежко е повреден (48 убити, 165 ранени). По време на ремонта на горната палуба вместо 6х75 mm оръдия са поставени 6х152 mm, носовото 152 mm е преместено също на горната палуба.
- Зимата на 1904−1905 – Използван като плаващ форт с цел обстрелване на крайбрежието на Амурския залив при възможна атака на Владивосток по леда, за което е замразен в леда на входа на залива Новик.
- 1906 – 1909 – Проведен основен ремонт в Кронщатските работилници на Балтийския завод (отремонтиран е корпуса, механизми и устройства, демонтирана е средната машина на икономичния ход, сменени са котлите, олекотен е рангоута.
- 1909 – Зачислен в отряда на първия резерв.
- 1911 – Зачислен в бригадата на крайцерите в Балтийско море.
- Септември 1912 – март 1913 – Поход в Атлантика с ученици от училищата за подготовка на строеви подофицери.
- Септември 1913 – 28 февруари 1914 – Поход в Атлантика с ученици от училищата за подготовка на строеви подофицери.
- 1914 – Флагман на 2-ра бригада крайцери на Балтийско море.
- Септември 1914 – Участва в рейдове по комуникациите на противника.
- Януари 1915 – Участва в установката на минни заграждения, прикритие на минно-заградителни, разузнавателни и действия на леките сили на флота.
- 1915 – 1916 – Превъоръжен (6х203/45, 14х152/45, 2х47, 3 картечници; за поставянето на допълнителните 203 mm оръдия е срязан полубака).
- 25 октомври 1917 – Влиза в състава на съветския Балтийски флот.
- 22 – 25 декември 1917 – В състава на отряд крайцери е преведен от Хелсингфорс в Кронщат.
- Май 1918 – Поставен на консервация в Кронщатското военно пристанище.
- 1919 – Част от 152 mm оръдия са предадени за отбраната на Рига.
- 1 юли 1922 – Продаден за скрап на съвместното съветско-германско акционерно дружество „Деруметалл“.
- 3 октомври 1922 – Предаден на „Рудметаллторг“ за разборка.

В края на 1922 г. при буксировка към Германия крайцера попада в силна буря и е изхвърлен на плитчината Девелсей близо до Талин.
Впоследствие е свален, чрез спасителна операция на Морските Сили на Балтийско море и отведен в Кил, където е разглобен.

## Командири на кораба
- 26.06.1894 – 25 януари 1896 – капитан 1-ви ранг Силверсван Ф. Н.
- 25 януари 1896 – 27.03.1900 – капитан 1-ви ранг Александр Михайлович Доможиров, впоследствие контраадмирал на флота и директор на Морския корпус и началник на Николаевската военноморска академия.
- 27.03.1900 – 09.09.1902 – капитан 1-ви ранг Пьотр Йосифович Серебренников, впоследствие командир на ескадрения броненосец „Бородино“, геройски загива в Цушимската битка.
- 09.09.1902 – 5 януари 1904 – капитан 1-ви ранг Константин Петрович Арнаутов.
- 5 януари 1904 – 11.10.1904 – капитан 1-ви ранг Андрей Парфьонович Андреев, впоследствие контраадмирал на флота, умира в изгнание в Сърбия.
- 11.10.1904 – 20.11.1906 – капитан 1-ви ранг Владимир Александрович Лилие.
- 02.10.1906 – 22.04.1907 – капитан 1-ви ранг Иполит Владимирович Студницкий, впоследствие Генерал-лейтенант от хидрографския корпус, руски полярен изследовател.
- 22.04.1907 – 05.10.1909 – капитан 1-ви ранг Аполлинарий Сергеевич Загорянский-Кисел, впоследствие вицеадмирал на флота.
- 05.10.1909 – 05.08.1912 – капитан 1-ви ранг Константин Платонович Блохин, впоследствие контраадмирал на флота. Герой от Цушимската битка, като старши офицер на крайцера „Дмитрий Донски“
- 05.08.1912 – 03.08.1914 – капитан 1-ви ранг Сергей Николаевич Ворожейкин, впоследствие контраадмирал на флота. Участник в Бялото движение по време на Гражданската война.
- 03.08.1914 – 27.04.1915 – капитан 2-ри ранг (от 25.08.1914 капитан 1-ви ранг) Николай Люцианович Подгурский, впоследствие контраадмирал на флота. Герой от отбраната на Порт Артур.
- 27.04.1915-хх.хх.1917 – капитан 1-ви ранг Щетинин А. А.
- в 1918 – капитан 2-ри ранг Хинтер